# Ättestupa

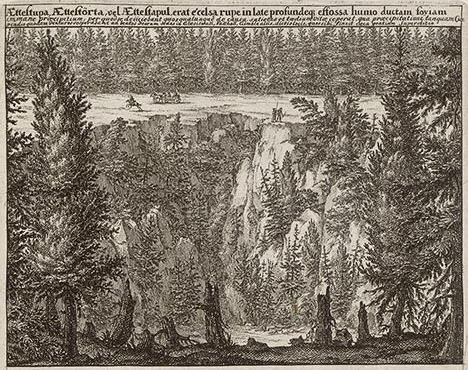
Ättestupa nel Västergötland rappresentato da Willem Swidde (1705)

Ättestupa (traducibile in italiano come "precipizio del clan") è il nome dato a un certo numero di precipizi in Svezia.
Il nome indica i dirupi su cui si svolgevano presunti rituali di uccisione degli anziani, in particolare durante l'epoca preistorica pagana nordica, in cui le persone anziane si gettavano, o venivano gettate, alla morte. Secondo la leggenda, ciò avveniva quando le persone anziane non erano più in grado di sostentarsi o di contribuire alle attività domestiche.